# Filialkirche Heiliger Ubald (Schlierbach)

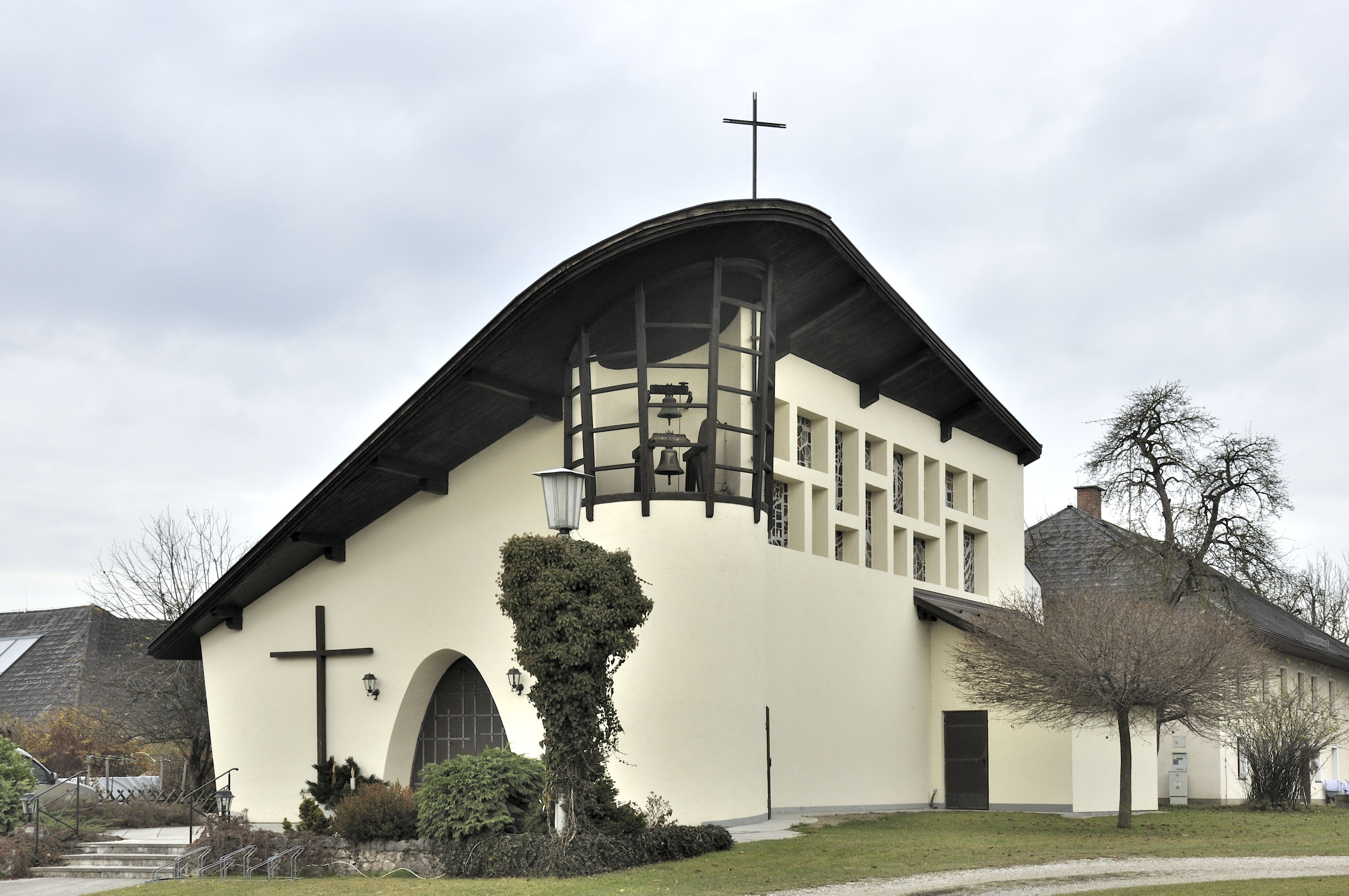
Filialkirche hl. Ubald in Schlierbach

Die Filialkirche heiliger Ubald liegt im Ortsteil Sautern der oberösterreichischen Gemeinde Schlierbach. Die römisch-katholische Filialkirche ist dem heiligen Ubald von Gubbio geweiht. Die erste urkundliche Erwähnung erfolgte 1443, die heutige Kirche wurde ab 1959 errichtet. Das Bauwerk steht unter Denkmalschutz (Listeneintrag).

## Geschichte
Eine „Capella Sti. Ubalid“ wurde bereits 1443 im Schlierbacher Ortsteil Sautern erwähnt. Die Kapelle war mit einem Hauptaltar und zwei Seitenaltären ausgestattet. Zur Zeit der Reformation sind auch evangelische Gottesdienste belegt. Seit 1620 erfolgt die seelsorgliche Betreuung der Gottesdienststätte durch das Stift Schlierbach. Rund um das Jahr 1650 kam es zu einer gründlichen Erneuerung der Kapelle.
Unter dem Schlierbacher Abt Christian Stadler erfolgte in den Jahren 1717 bis 1720 der Abriss der Kapelle und ein gänzlicher Neubau als Kirche. Die Einweihung – wiederum auf den Heiligen Ubald von Gubbio – geschah durch den Passauer Fürstbischof Joseph Dominikus von Lamberg am 28. September 1726. Das Fresko am Gewölbe der Kirche verantwortete Johann Karl von Reslfeld, als Motiv diente die Verherrlichung der Taten des Heiligen Urbald. Die Seitenaltäre entstammten dem Jahr 1725, 1739 wurde der vom Bildhauer Markus Riedler geschaffene St.-Florian-Altar aufgestellt. Die Orgel wurde auf das Jahr 1751 datiert. Des Weiteren zählten zur Kirchenausstattung eine gotische Figur des Kirchenheiligen (geschaffen um 1420) und eine spätgotische Ubald-Figur (Zweite Hälfte des 17. Jahrhunderts).
Die Kirche litt von Beginn an  unter einem schweren Baumangel, das Fundament war zu gering bemessen worden. Das Chorgewölbe geriet in einen horizontalen Schub, darum verstärkten ab 1749 zwei große Stützpfeiler an der Nordwestecke das  Gebäude. Zur Aufnahme des Gewölbeschubes mussten darüber hinaus etliche Schließen eingesetzt werden. Die Erneuerung des Dachstuhls ist 1838 dokumentiert. Der Glockenturm besaß ab 1905 drei neue Glocken, wobei zwei davon im Ersten Weltkrieg wieder abgegeben werden mussten.
Am 25. Oktober 1924 brach in einem nur fünf Meter von der Kirche entfernten Gutshof ein Feuer aus, das auf den Sakralbau übergriff und diesen bis auf das Mauerwerk zerstörte. Mit dem Einsturz des Gewölbes ging auch das Fresko von Reslfeld zum größten Teil verloren. Das Kunstwerk hatte Szenen aus dem Leben des Heiligen Ubald dargestellt, in denen er Blitz und Ungewitter gegen seine Feinde heraufbeschwor. Trotz des Infernos blieben der Hochaltar und die Orgel praktisch unbeschädigt. 1925 wurde ein Kirchenbauverein gegründet – dieser nahm die Wiedererrichtung der Kirche sowie die Instandsetzung der Inneneinrichtung vor.
Die Kirche besaß ein einschiffiges, zweijochiges Langhaus und einen eingezogenen, rechteckigen Chor mit geradem Abschluss, der Dachreiter im Westen hatte einen Spitzhelm.
1958 war die Westmauer akut einsturzgefährdet. Nach einem Lokalaugenschein wurde festgestellt, dass die veranschlagten Renovierungskosten in keinem Verhältnis zur Nutzung des Gebäudes stehen würden. Die Bezirkshauptmannschaft Kirchdorf verfügte am 17. Mai 1958 den Abbruchbescheid. Das im Chorgewölbe erhalten gebliebene Fresko wurde abgenommen und im Stift zwischengelagert, als Motiv diente Bischof Ubald, wie er einen Blinden heilt. Die Altarleuchten und eine Statue des Guten Hirten sind ebenfalls in das Stift gekommen. Der elf Meter hohe Altar mit einem weiteren Bild des Heiligen kam in die Pfarrkirche hl. Elisabeth in Altenberg bei Linz.
Mit den Abbruch der alten Kirche war gleichfalls das Ende einer langen Tradition eingeleitet. Die Markusprozession und die Bittprozessionen im Mai wurden ebenso eingestellt, wie die Prozessionen aus anderen Orten, welche die Ubaldkirche zum Ziel hatten. Der von Feuerwehr und Musik alljährlich am 4. Mai verantwortete „Florianimarkt“ verlagerte seinen Standort 1969 vom Gelände rund um die Kirche an den Gemeindeplatz von Schlierbach.

## Die heutige Kirche
Ab Juli 1959 begann der Bau der neuen Kirche. Der heutige Sakralbau besitzt kleinere Ausmaße als sein Vorgänger. Ein Ausschnitt aus dem Reslfeld-Fresko wurde an der Mauer hinter dem Altar aufgetragen, die alte Marienstatue konnte ebenfalls wieder aufgestellt werden. Die Konsekration der Kirche leitete Abt Berthold Niedermoser am 4. Mai 1961. Eine 70 kg schwere „Florianiglocke“ versieht seit 1996 ihren Dienst.
Die Filialkirche heiliger Ubald ist Teil der Pfarre Schlierbach, die wiederum dem Stift Schlierbach inkorporiert ist.

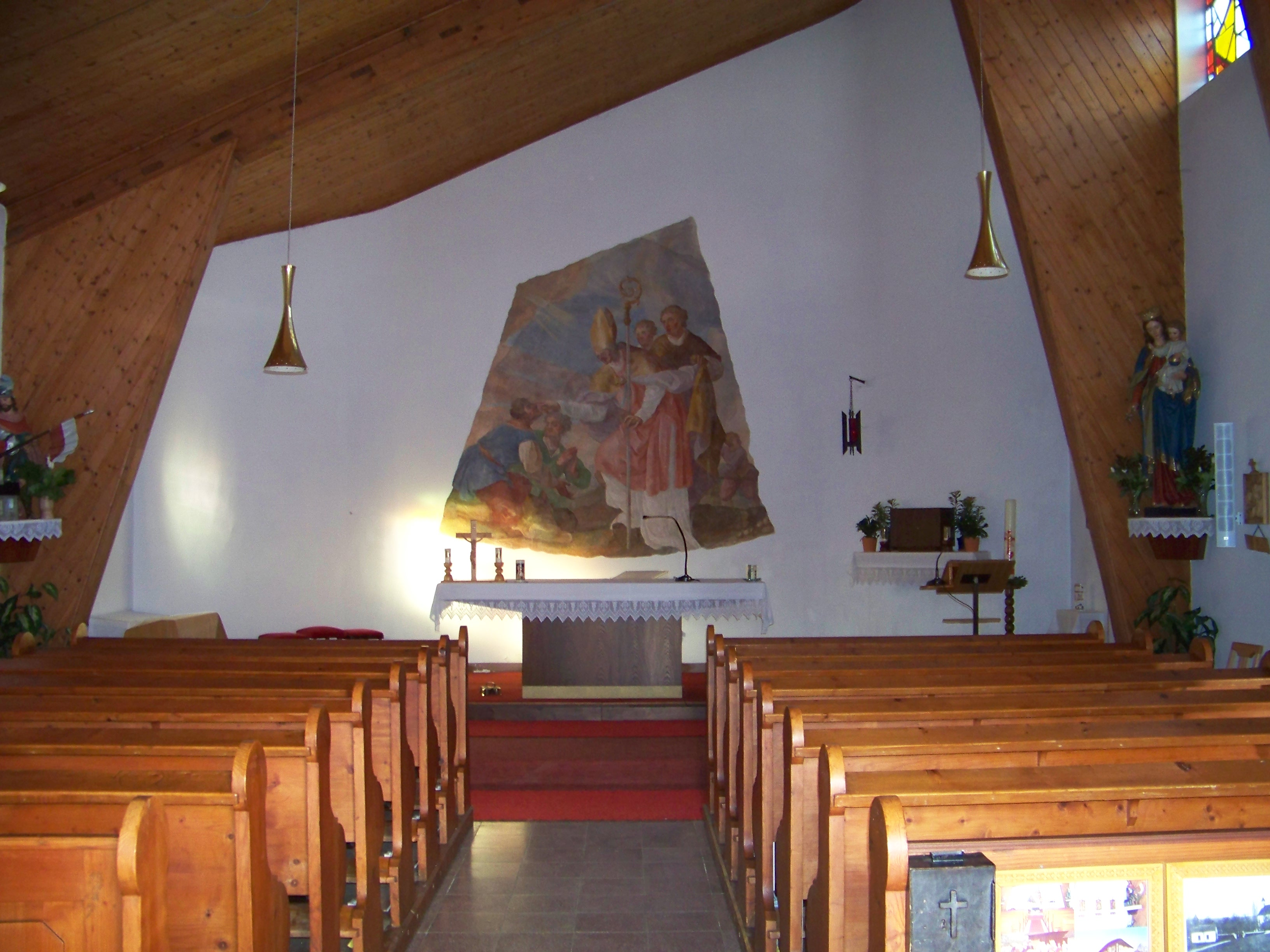
Filialkirche hl. Ubald mit Fresko
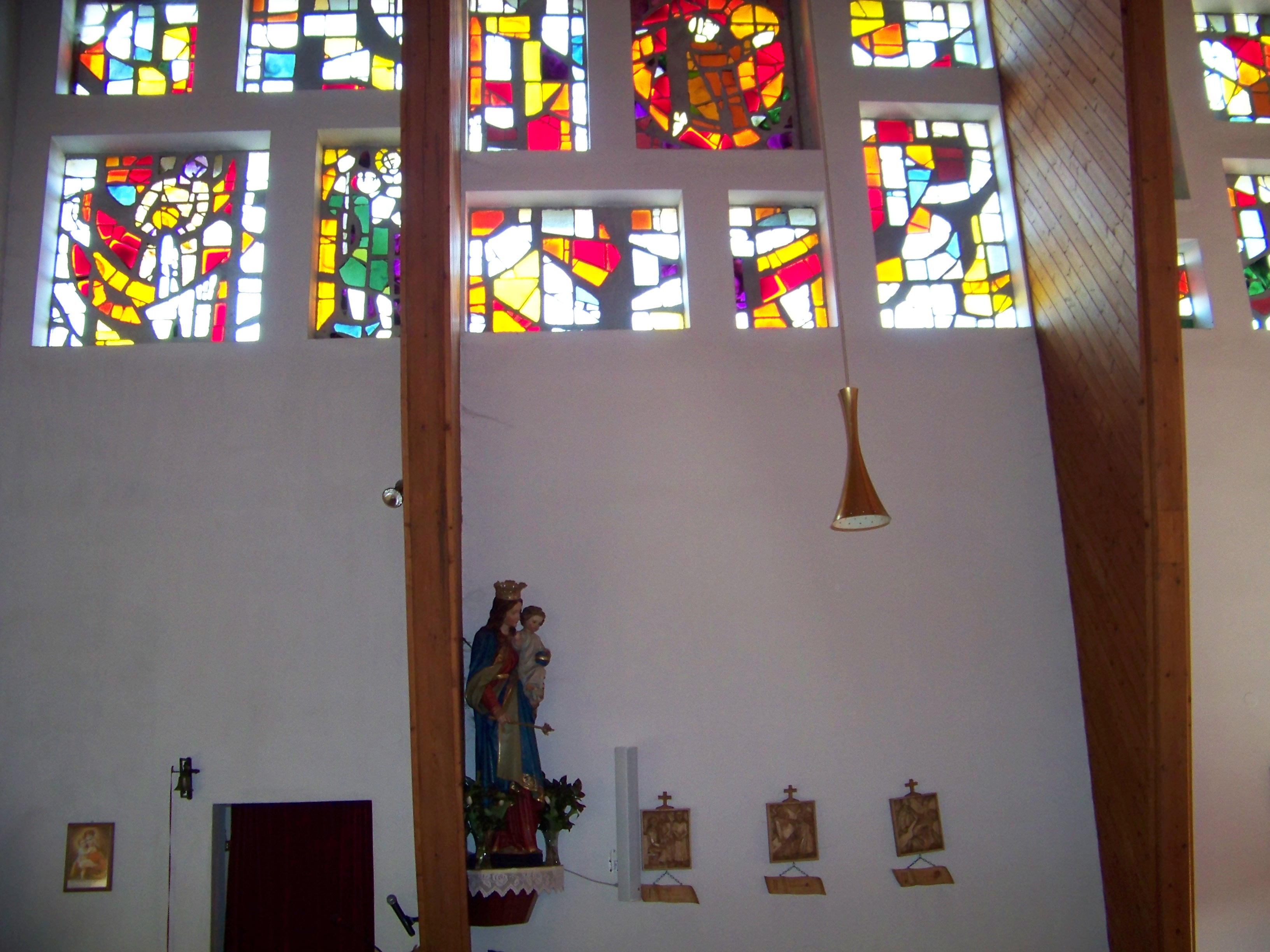
Filialkirche hl. Ubald mit Marienstatue